# Moment of Joy
Moment of Joy (deutsch „Moment der Freude“) ist eine Grafik des Zeichners Jack Hunter, die auf dem Cover der auf den 8. und 15. Juli 2013 datierten Ausgabe des New Yorkers erschien. Sie zeigt die beiden Figuren Ernie und Bert aus der Kinderfernsehsendung Sesamstraße, wie sie Arm in Arm Fernsehen schauen, und war eine Antwort auf zwei Entscheidungen des Obersten Gerichtshofs der Vereinigten Staaten, die die Ehe zwischen Homosexuellen in den USA stärkten. Neben großem Lob rief das Cover auch Kritik sowohl von Gegnern als auch Befürwortern der Gerichtsentscheidungen hervor.

## Hintergrund

### Ernie und Bert

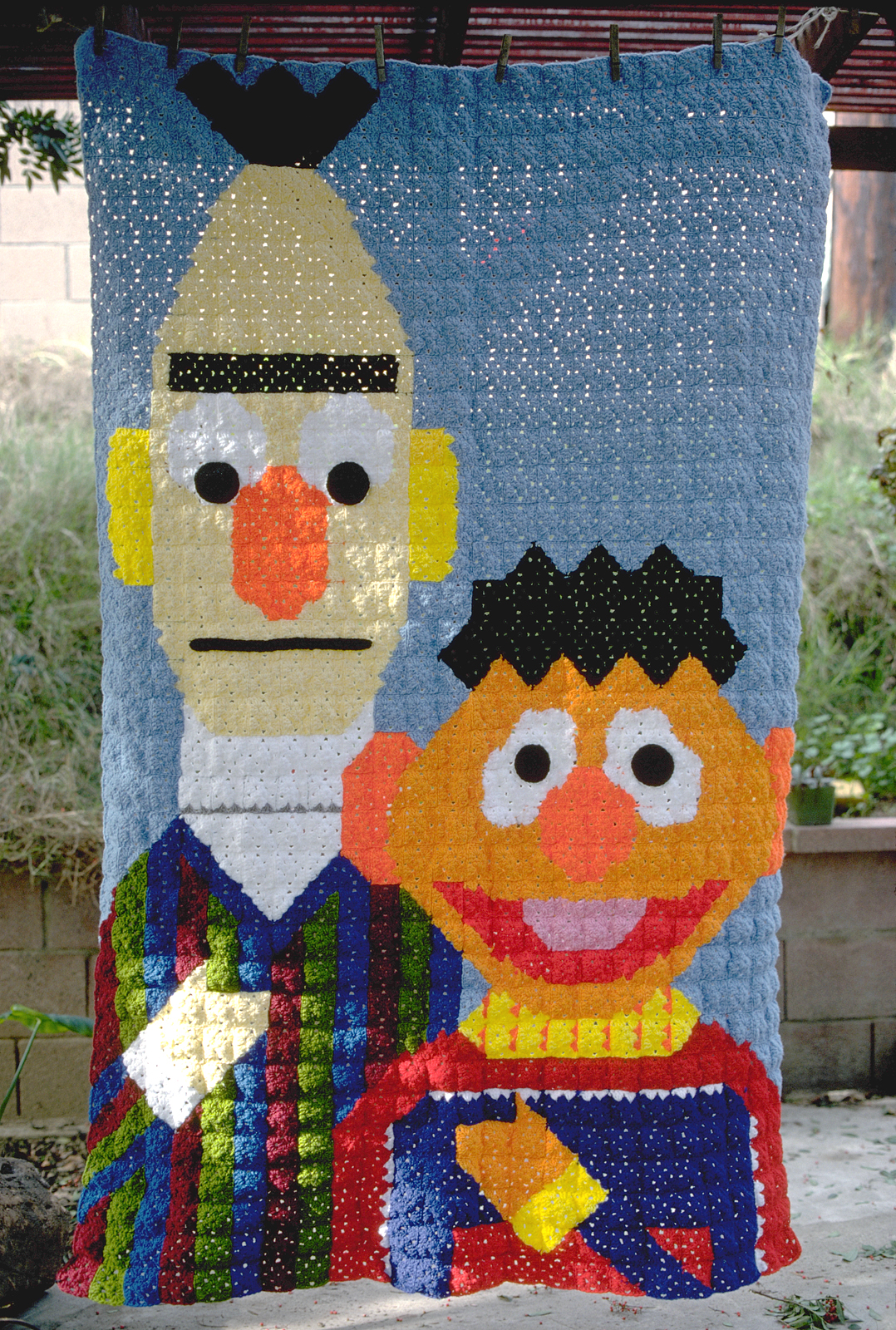
Ernie (rechts) und Bert auf einer gehäkelten Decke

Ernie und Bert sind zwei Figuren aus der Kinderfernsehserie Sesamstraße, die durch Handpuppen dargestellt werden. Die beiden Freunde leben zusammen und teilen sich dabei auch das Schlafzimmer. Dies führte zu dem Gerücht, sie könnten ein Paar sein. Bereits 1980 verglich der Autor Kurt Andersen in seinem humoristischen Buch The Real Thing sie mit anderen homosexuellen Paaren, die diskret zusammenlebten. 1993 führten Briefe von besorgten Zuschauern dazu, dass die Produzenten der Sesamstraße klarstellten, dass Ernie und Bert kein schwules Paar seien. Stattdessen sollten sie Kindern zeigen, dass auch Menschen, die sich stark voneinander unterschieden, gute Freunde sein könnten. Im Januar 1994 versuchte ein Geistlicher mit Hilfe eines Gesetzes gegen Homosexuelle, die beiden aus dem Fernsehen in North Carolina zu verbannen.
Auch in Deutschland wurden die Gerüchte um Ernie und Bert aufgegriffen. So waren sie 1997 auf dem Cover des Süddeutsche Zeitung Magazins mit dem Titel „100 Jahre Schwulenbewegung“ zu sehen. Zudem stellte die RTL-Sendung Freitag Nacht News die beiden in ihren Rubriken Bernie und Ert und Popo Club als Homosexuelle dar.
2011 starteten Schwulenrechtler auf Change.org eine Online-Petition, die forderte, dass die beiden Charaktere heiraten sollten. Die Petition, die fast 11.000 Unterstützer fand, sorgte für eine Antwort des Sesame Workshop, der Organisation hinter der Sesamstraße, Ernie und Bert seien beste Freunde und hätten als Puppen keine sexuelle Orientierung.
2018, also fünf Jahre nach dem Erscheinen von Moment of Joy, gab der ehemalige Autor der Sesamstraße Mark Saltzman dem LGBT-Onlinemagazin Queerty ein Interview, in dem er andeutete, dass für ihn Ernie und Bert schwul seien. Daraufhin wiederholte der Sesame Workshop sein dementierendes Statement von 2011. Saltzman stellte wenige Tage später in einem Interview mit der New York Times klar, er sei missverstanden worden und habe nur ausdrücken wollen, dass sein verstorbener Lebenspartner und er wie Ernie und Bert gewesen seien.

### Defense of Marriage Act
Das als Defense of Marriage Act bekannt gewordene Gesetz hatte der US-Kongress 1996 zur Regierungszeit von Bill Clinton verabschiedet. Darin wurde unter anderem die Ehe als eine Verbindung zwischen einem Mann und einer Frau definiert. Dies führte dazu, dass Ehen zwischen gleichgeschlechtlichen Partnern, die in verschiedenen Bundesstaaten der USA erlaubt waren, von Bundesbehörden nicht anerkannt wurden und den Ehepartnern dadurch gewisse juristische, finanzielle und soziale Vorteile verweigert wurden. Gegen diese Regelung klagte Edith Windsor vor dem Obersten Gerichtshof. Sie hatte 2007 ihre langjährige Partnerin Thea Spyer in Kanada geheiratet. Die Ehe wurde später vom Bundesstaat New York, dem Wohnsitz der beiden, anerkannt. Nach ihrem Tod hinterließ Spyer ihr gesamtes Vermögen ihrer Frau, die dafür über 360.000 Dollar Erbschaftssteuer zahlen sollte. Wäre sie jedoch mit einem Mann verheiratet gewesen, wäre sie von der Summe befreit gewesen. Aus diesem Grund verletzte die Regelung aus ihrer Sicht die Equal Protection Clause des 14. Zusatzartikels zur Verfassung der USA.

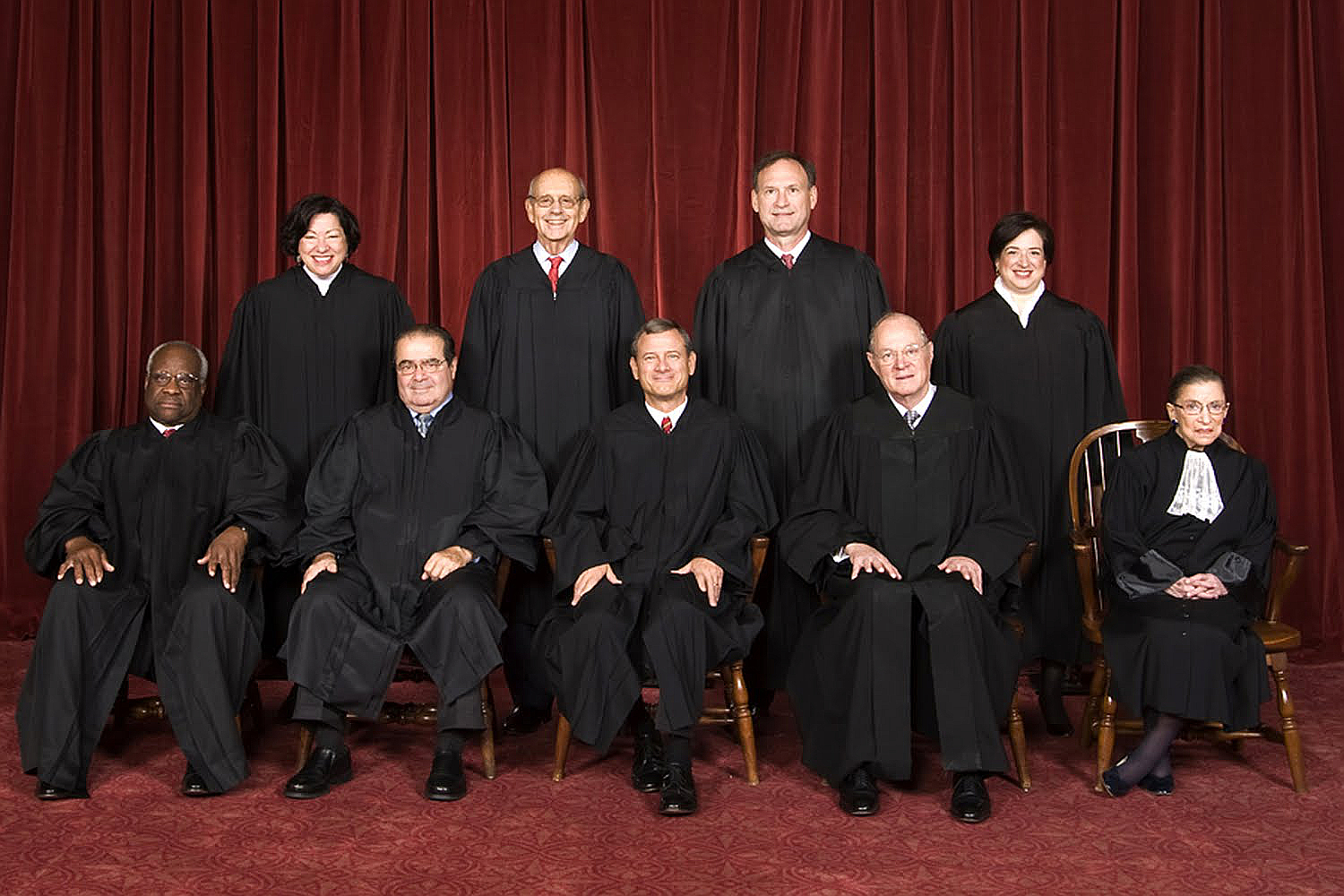
Offizielles Foto des Obersten Gerichtshofs von 2010, das auf dem Fernsehbildschirm vor Ernie und Bert zu sehen ist

Am 26. Juni 2013 entschied der Oberste Gerichtshof mit fünf zu vier Stimmen, dass das Gesetz nicht verfassungsgemäß sei. In der Begründung hieß es, es verstoße gegen den 5. Zusatzartikel zur US-Verfassung, in dem jedem US-Bürger dieselben Freiheitsrechte zugesichert werden. Am selben Tag erklärte sich der Gerichtshof für eine Klage im Verfahren Hollingsworth v. Perry nicht zuständig, die gegen die Aufhebung des 2008 durch einen Volksentscheid eingeführten Verbots der Homo-Ehe in Kalifornien gerichtet war. Die beiden Entscheidungen wurden als Erfolge auf dem Weg zur Gleichberechtigung von Homosexuellen angesehen. Dennoch bestand weiterhin kein bundesweites Recht auf die gleichgeschlechtliche Ehe und Bundesstaaten waren nicht dazu verpflichtet Homo-Ehen anzuerkennen, die in anderen Staaten geschlossen worden waren. Erst zwei Jahre später wurde durch die Entscheidung des Obersten Gerichtshofs im Fall Obergefell v. Hodges die Homo-Ehe in den gesamten USA legalisiert.

## Beschreibung
Auf der farbig gestalteten Grafik sieht man Ernie und Bert, die auf einer Couch sitzen, von hinten. Bert, der vom Betrachter aus rechts sitzt, hat seinen linken Arm um Ernies Schultern gelegt. Ernies Kopf liegt auf Berts Schulter. Die Lichtverhältnisse sind dunkel, das einzige Licht scheint vom altmodischen, mit einer Antenne ausgestatteten Fernseher zu kommen, der vor der Couch steht und von Ernie und Bert angeschaut wird. Auf dem Bildschirm ist das offizielle Gruppenfoto des obersten Gerichtshof in schwarz-weiß und schlechter Bildqualität zu sehen. In der unteren rechten Ecke befindet sich die Signatur von Jack Hunter.

## Veröffentlichung
Der Zeichner Jack Hunter veröffentlichte The Moment of Joy zunächst in einem Blog auf der Blogging-Plattform Tumblr. Der New Yorker wählte es für seine auf den 8. und den 15. Juli datierte Ausgabe aus. Bereits am 27. Juni 2013 erschien die Grafik auf der Webseite des Magazins. In einem kurzen Beitrag wird Hunter zitiert, dass für ihn die Entscheidung des Gerichts ein Moment sei, den alle feiern könnten.

## Rezeption
Die Veröffentlichung von Moment of Joy auf dem Cover des New Yorkers sorgte für eine Vielzahl von sehr unterschiedlichen Reaktionen. Zum einen gab es großes Lob. So bezeichnete es die Huffington Post als eines der großartigsten Cover in der Geschichte des New Yorkers. Rebecca Greenfield von The Atlantic empfand das Cover als süß und sah es als perfektes Symbol für die Homoehe an. Für Sarah Dunant fessele es sofort und bringe einen durch seine Atmosphäre bereits zum Lächeln, während man noch versuche, seine Bedeutung zu entschlüsseln. Anne Zeiser lobte den Mut, den der New Yorker mit der Veröffentlichung im Vergleich zu anderen Magazinen gezeigt habe, deren Cover in der Regel auf Fotos von berühmten Persönlichkeiten basierten. Das Cover sei ein starkes Kunstwerk, das eine relevante kulturelle Geschichte erzähle.
Auf der anderen Seite rief das Cover scharfe Kritik aus konservativen Kreisen hervor. So kommentierte die Zeitschrift National Review das Cover zunächst nur mit der Überschrift Innocence. Lost. (deutsch: Unschuld. Verloren.), womit sie eine sexuelle Indoktrinierung von Kindern suggerierte. Wenige Tage später folgte ein Artikel von Dennis Prager, der in dem Cover nur eines von vielen Beispielen dafür sah, dass die Linken die Kinder frühzeitig sexualisierten und damit ihrer Unschuld beraubten.
Kritik kam aber auch von Befürwortern der Gleichberechtigung Homosexueller. So bezeichnete June Thomas das Bild zwar als süß, sah es aber als eine schreckliche Art an, einen so wichtigen Sieg zu feiern. Ähnlich sah es Tyler Coates, der das Cover als infantilisierend und beleidigend bezeichnete. Aus seiner Sicht verniedliche es durch die Sexualisierung von zwei Puppen den jahrzehntelangen Kampf von Homosexuellen für ihre Gleichberechtigung. Statt Ernie und Bert hätte er sich ein reales homosexuelles Paar, beispielsweise Edith Windsor und Thea Spyer, auf dem Cover gewünscht.